# Liste der Bodendenkmäler in Raitenbuch
Auf dieser Seite sind die Bodendenkmäler in der mittelfränkischen Gemeinde Raitenbuch zusammengestellt. Diese Tabelle ist eine Teilliste der Liste der Bodendenkmäler in Bayern. Grundlage ist die Bayerische Denkmalliste, die auf Basis des Bayerischen Denkmalschutzgesetzes vom 1. Oktober 1973 erstmals erstellt wurde und seither durch das Bayerische Landesamt für Denkmalpflege geführt wird. Die folgenden Angaben ersetzen nicht die rechtsverbindliche Auskunft der Denkmalschutzbehörde.

## Bodendenkmäler der Gemeinde

### Bodendenkmäler in der Gemarkung Bechthal
| Lage                           | Objekt                                                                                                | Akten-Nr.     | Bild           |
| ------------------------------ | --- | ------------- | -------------- |
| Bechthal Raitenbuch (Standort) | Grabhügel vorgeschichtlicher Zeitstellung.                                                            | D-5-6932-0159 |                |
| Bechthal Raitenbuch (Standort) | Grabhügel vorgeschichtlicher Zeitstellung.                                                            | D-5-6932-0160 |                |
| Bechthal Raitenbuch (Standort) | Grabhügel vorgeschichtlicher Zeitstellung.                                                            | D-5-6932-0161 |                |
| Bechthal Raitenbuch (Standort) | Frühmittelalterliche Abschnittsbefestigung.                                                           | D-5-6933-0296 |                |
| Bechthal Raitenbuch (Standort) | Grabhügel der Hallstattzeit.                                                                          | D-5-6933-0297 |                |
| Bechthal Raitenbuch (Standort) | Siedlung der Hallstattzeit.                                                                           | D-5-6933-0301 |                |
| Bechthal Raitenbuch (Standort) | Siedlung der Urnenfelder-, Hallstatt-, Latène- und Völkerwanderungszeit, mittelalterlicher Burgstall. | D-5-6933-0316 | weitere Bilder |
| Bechthal Raitenbuch (Standort) | Mittelalterliche Vorgängerbauten der Katholischen Pfarrkirche St. Magaretha.                          | D-5-6933-0317 |                |

### Bodendenkmäler in der Gemarkung Burgsalach
| Lage                  | Objekt                           | Akten-Nr.     | Bild |
| --------------------- | -------------------------------- | ------------- | ---- |
| Burgsalach (Standort) | Straße der römischen Kaiserzeit. | D-5-6932-0103 |      |

### Bodendenkmäler in der Gemarkung Neudorf
| Lage                                    | Objekt                                                                                | Akten-Nr.     | Bild |
| --------------------------------------- | ------------------------------------------------------------------------------------- | ------------- | ---- |
| Neudorf Weißenburg in Bayern (Standort) | Siedlung des Neolithikums und der Latènezeit, Villa rustica der römischen Kaiserzeit. | D-5-7032-0118 |      |

### Bodendenkmäler in der Gemarkung Raitenbuch
| Lage                  | Objekt                                                                                                  | Akten-Nr.     | Bild           |
| --------------------- | --- | ------------- | -------------- |
| Raitenbuch (Standort) | Grabhügel vorgeschichtlicher Zeitstellung.                                                              | D-5-6932-0148 |                |
| Raitenbuch (Standort) | Wachtposten WP 14/50 des raetischen Limes.                                                              | D-5-6932-0150 |                |
| Raitenbuch (Standort) | Wachtposten WP 14/51des raetischen Limes.                                                               | D-5-6932-0151 |                |
| Raitenbuch (Standort) | Wachtposten WP 14/52 des raetischen Limes.                                                              | D-5-6932-0152 |                |
| Raitenbuch (Standort) | Römisches Kleinkastell.                                                                                 | D-5-6932-0153 |                |
| Raitenbuch (Standort) | Kalkofen vermutlich der römischen Kaiserzeit.                                                           | D-5-6932-0154 |                |
| Raitenbuch (Standort) | Siedlung vorgeschichtlicher Zeitstellung.                                                               | D-5-6932-0158 |                |
| Raitenbuch (Standort) | Wachtposten WP 14/53 des raetischen Limes.                                                              | D-5-6932-0231 |                |
| Raitenbuch (Standort) | Teilstrecke des raetischen Limes.                                                                       | D-5-6932-0362 |                |
| Raitenbuch (Standort) | Grabhügel vorgeschichtlicher Zeitstellung.                                                              | D-5-7032-0033 |                |
| Raitenbuch (Standort) | Begräbnisplatz vorgeschichtlicher Zeitstellung mit Bestattungen der Hallstattzeit in Grabhügeln.        | D-5-7032-0034 |                |
| Raitenbuch (Standort) | Grabhügel vorgeschichtlicher Zeitstellung.                                                              | D-5-7032-0035 |                |
| Raitenbuch (Standort) | Begräbnisplatz mit Bestattungen der Hallstattzeit in Grabhügeln.                                        | D-5-7032-0036 |                |
| Raitenbuch (Standort) | Grabhügel der Bronzezeit.                                                                               | D-5-7032-0037 |                |
| Raitenbuch (Standort) | Bestattungsplatz vorgeschichtlicher Zeitstellung mit Grabhügeln.                                        | D-5-7032-0039 |                |
| Raitenbuch (Standort) | Grabhügel der Bronzezezeit.                                                                             | D-5-7032-0040 |                |
| Raitenbuch (Standort) | Grabhügel vorgeschichtlicher Zeitstellung.                                                              | D-5-7032-0041 |                |
| Raitenbuch (Standort) | Grabhügel der Hallstattzeit.                                                                            | D-5-7032-0042 |                |
| Raitenbuch (Standort) | Grabhügel vorgeschichtlicher Zeitstellung.                                                              | D-5-7032-0043 |                |
| Raitenbuch (Standort) | Grabhügel vorgeschichtlicher Zeitstellung.                                                              | D-5-7032-0044 |                |
| Raitenbuch (Standort) | Grabhügel der Hallstattzeit.                                                                            | D-5-7032-0045 |                |
| Raitenbuch (Standort) | Grabhügel vorgeschichtlicher Zeitstellung.                                                              | D-5-7032-0048 |                |
| Raitenbuch (Standort) | Grabhügel der Hallstattzeit.                                                                            | D-5-7032-0049 |                |
| Raitenbuch (Standort) | Grabhügel vorgeschichtlicher Zeitstellung.                                                              | D-5-7032-0050 |                |
| Raitenbuch (Standort) | Wachtposten WP 14/54 des raetischen Limes.                                                              | D-5-7032-0053 |                |
| Raitenbuch (Standort) | Wachtposten WP 14/55 des raetischen Limes.                                                              | D-5-7032-0054 |                |
| Raitenbuch (Standort) | Straße der römischen Kaiserzeit.                                                                        | D-5-7032-0055 |                |
| Raitenbuch (Standort) | Wachturm der römischen Kaiserzeit (Wachturm 2).                                                         | D-5-7032-0056 |                |
| Raitenbuch (Standort) | Straßenwachturm der römischen Kaiserzeit (Wachturm 3).                                                  | D-5-7032-0057 |                |
| Raitenbuch (Standort) | Straßenwachturm der römischen Kaiserzeit (Wachtturm 4).                                                 | D-5-7032-0058 |                |
| Raitenbuch (Standort) | Hohlloch-Höhle mit mittelalterlicher Bestattung.                                                        | D-5-7032-0059 |                |
| Raitenbuch (Standort) | Bergbau des Mittelalters und der Neuzeit.                                                               | D-5-7032-0060 |                |
| Raitenbuch (Standort) | Bergbau vor- und frühgeschichtlicher Zeitstellung.                                                      | D-5-7032-0061 | weitere Bilder |
| Raitenbuch (Standort) | Grabhügel vorgeschichtlicher Zeitstellung.                                                              | D-5-7032-0063 |                |
| Raitenbuch (Standort) | Grabhügel vorgeschichtlicher Zeitstellung.                                                              | D-5-7032-0064 |                |
| Raitenbuch (Standort) | Siedlung vorgeschichtlicher und spätmittelalterlich-frühneuzeitlicher Zeitstellung.                     | D-5-7032-0099 |                |
| Raitenbuch (Standort) | Mittelalterlicher Burgstall, frühneuzeitliches Schloss.                                                 | D-5-7032-0105 |                |
| Raitenbuch (Standort) | Mittelalterliche Vorgängerbauten der Katholischen Pfarrkirche St. Blasius.                              | D-5-7032-0106 | weitere Bilder |
| Raitenbuch (Standort) | Begräbnisplatz vorgeschichtlicher Zeitstellung mit Grabhügelgruppen mit Bestattungen der Hallstattzeit. | D-5-7032-0123 |                |

### Bodendenkmäler in der Gemarkung Reuth a.Wald
| Lage                               | Objekt                                                                                                   | Akten-Nr.     | Bild           |
| ---------------------------------- | --- | ------------- | -------------- |
| Reuth a.Wald Raitenbuch (Standort) | Mittelalterliche Vorgängerbauten der Katholischen Kirche St. Pantaleon.                                  | D-5-6932-0228 | weitere Bilder |
| Reuth a.Wald Raitenbuch (Standort) | Frühneuzeitliche Befunde im Bereich der Katholischen Filialkirche St. Ägidius und ihrer Vorgängerbauten. | D-5-6932-0238 | weitere Bilder |
| Reuth a.Wald Raitenbuch (Standort) | Grabhügel vorgeschichtlicher Zeitstellung.                                                               | D-5-7032-0066 |                |
| Reuth a.Wald Raitenbuch (Standort) | Grabhügel vorgeschichtlicher Zeitstellung.                                                               | D-5-7032-0067 |                |